# Dali (gudinna)
Dali var jaktens gudinna inom georgisk mytologi.
Hon var de vilda djurens beskyddare. Hon var jaktens gudinna, då hon skänkte jaktlycka åt de som lydde hennes föreskrifter, och bestraffade dem som inte gjorde det.